# Angelica Domröse

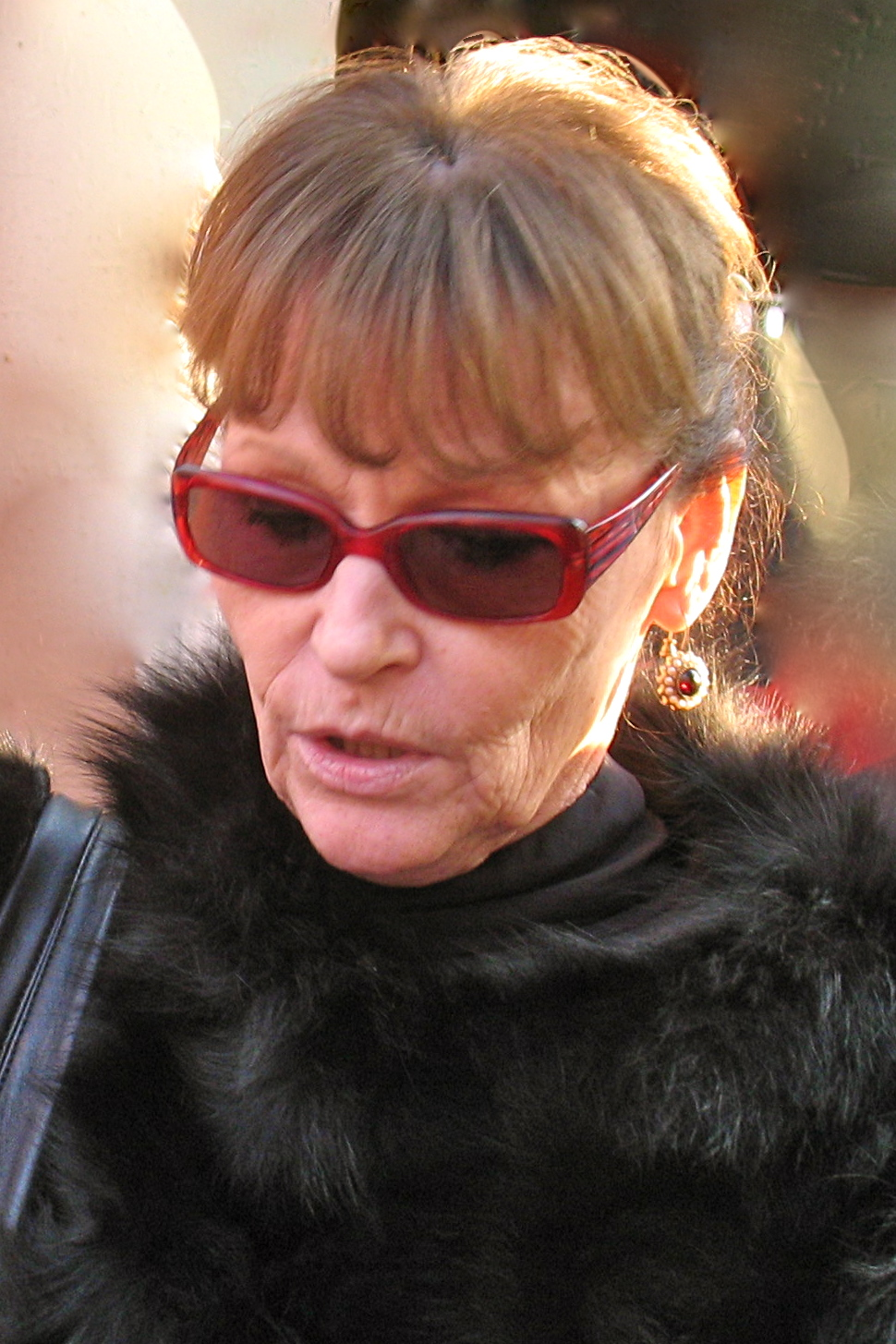
Angelica Domröse.

Angelica Domröse, född 4 april 1941 i Berlin, är en tysk skådespelare. Hon var under 1960-talet och 1970-talet en av Östtysklands mer kända skådespelare och medverkade i många av filmbolget DEFAs produktioner. Hennes kändaste filmroll var en av huvudrollerna i Die Legende von Paul und Paula 1973 där hon spelade mot Winfried Glatzeder. Domröse övergav Östtyskland för ett liv i Västtyskland 1980.